# Kim Kyong-hui
Kim Kyong-hui (Hangul: 김경희; hanja: 金敬姬; 30 de mayo de 1946) es la tía del dirigente de Corea del Norte, Kim Jong-un, y la hermana del fallecido Kim Jong-il. Actualmente es la secretaria de la Organización del Partido del Trabajo de Corea. Fue un miembro muy importante del círculo íntimo de Kim Jong-il, así como su amiga y consejera de confianza, fue directora del Departamento de Industria Ligera desde 1988 hasta el 2012. Su marido fue Jang Song-thaek, quien fue ejecutado en diciembre de 2013 en Pionyang, después de ser acusado de corrupción y traición.

## Educación y juventud

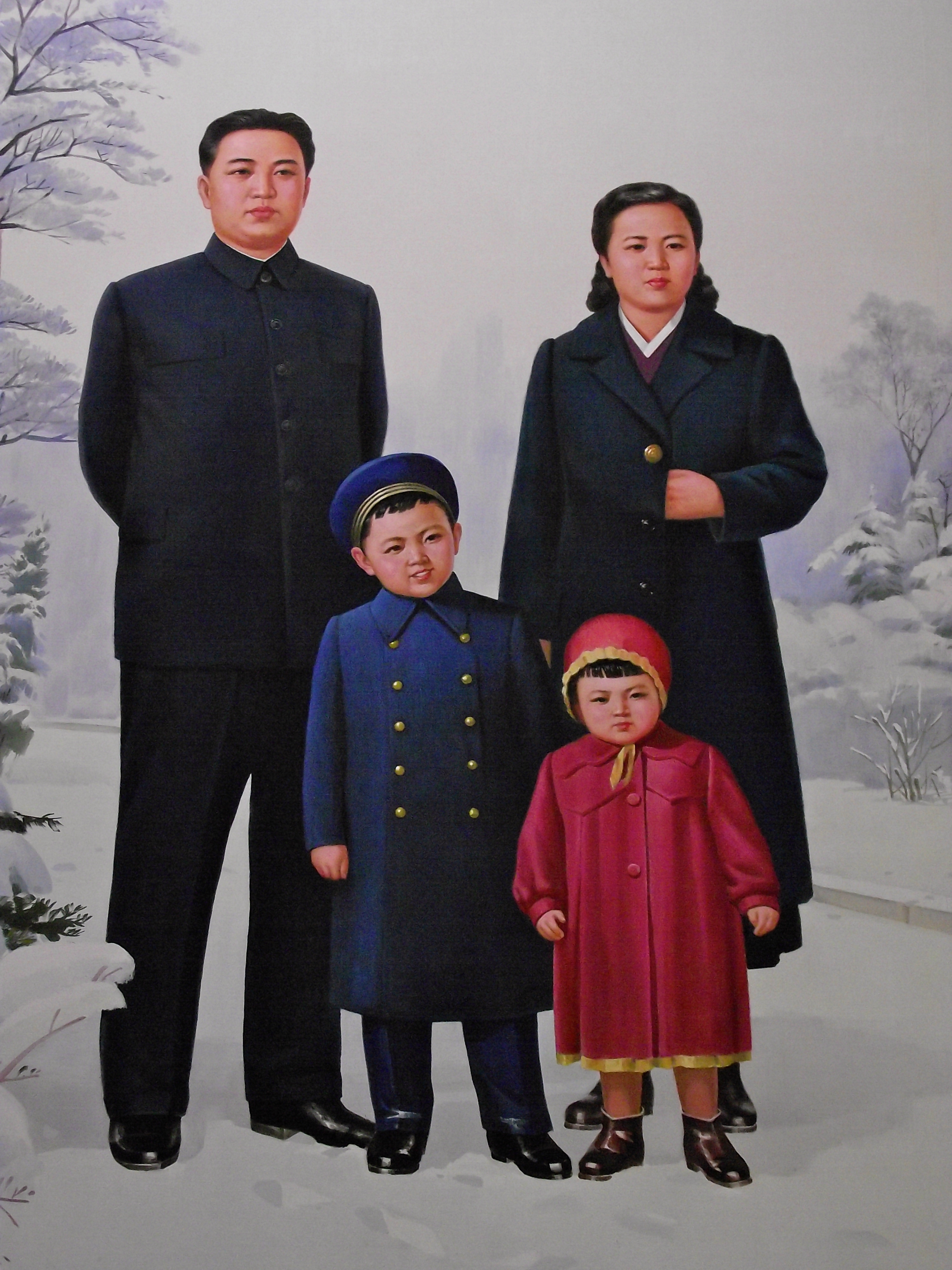
Kim Kyong-hui con su madre Kim Jong-suk, padre Kim Il-sung y hermano Kim Jong-il

Kim Kyong-hui nació en Pionyang el 30 de mayo de 1946, siendo la hija más joven de Kim Il-sung y de Kim Jong-suk. Su madre falleció cuando ella contaba con cuatro años. Después de que su padre se volviera a casar, ella fue alejada de la familia y criada por varias niñeras.
Después de residir durante un breve período de tiempo en la Provincia de Jilin (China), como consecuencia de la guerra de Corea, regresó a Pionyang junto con su hermano, Kim Jong-il. Ingresó en la Universidad Kim Il-sung en el año 1963, estudiando economía política, donde conoció a su futuro marido. La pareja continuó viéndose aun después de que Jang Song-thaek fuera forzado a trasladarse a Wonsan, ya que la familia de Kim se oponía a su relación. No obstante, ambos se casaron en el año 1972. En 1968 fue admitida en la Universidad Estatal de Moscú.

## Vida personal
Kim y Jang tuvieron una hija, llamada Jang Kum-song (1977-2006), quien vivió en París como estudiante internacional, rechazando las órdenes de regresar a Pionyang. En 2006 se suicidó como consecuencia de la oposición de sus padres a su relación con su novio francés.

## Carrera
La carrera política de Kim Kyong-hui comenzó en 1971 con una posición dentro de la Unión Democrática de Mujeres Coreanas, y en 1975 fue promovida al cargo de subdirectora del Departamento de Asuntos Internacionales del Partido del Trabajo de Corea. Este fue el período en el que Corea del Norte comenzó a establecer relaciones diplomáticas con un número de países capitalistas, como Tailandia y Singapur, así como con las Naciones Unidas.
En 1988, fue promovida a miembro del Comité Central del Partido del Trabajo de Corea y a directora del Departamento de Industria Ligera. En 1990, fue escogida diputada para la Asamblea Suprema del Pueblo por primera vez. su función fue particularmente significativa cuando dirigía el Departamento de Inspección de Política Económica y el Departamento de Industria Ligera durante la "Hambruna de Corea", después del fallecimiento de Kim Il-sung.
Kim Kyong-hui desapareció de la luz pública en 2003, periodo en el que aparentemente Jang Sung-thaek fue también apartado. Aun así, mientras que su marido reapareció con un cargo de alto nivel en 2007, ella no apareció en público hasta 2009, jugando una función más destacada, acompañando a Kim Jong-il durante varias visitas de inspección y a los eventos oficiales. En 2010, su hermano la nombró general del Ejército Popular de Corea.. Esto coincidió con la promoción de su sobrino, Kim Jong-un, al mismo rango. Un día más tarde, en la 3.ª Conferencia del Partido del Trabajo, fue escogida como miembro de la Agencia Política, la organización central del partido. Poco después, Kim Kyong-hui devino un miembro muy destacado de la política coreana. Fue elegida miembro de la Secretaría del Partido del Trabajo de Corea y se convirtió en la figura principal de la Organización y el Departamento de Dirección del Partido del Trabajo de Corea (el departamento más importante dirigido por su tío Kim Yong-ju, hasta 1974, y por Kim Jong-il, desde 1974 hasta su muerte) en la 4.ª Conferencia del Partido, en abril de 2012.
Según las fuentes de información procedentes de Corea del Sur, ella también trabajó como asesora personal de Kim Jong-il. Su posición influyente en la política norcoreana (también confirmada por Kenji Fujimoto) le permitió mantener una estrecha relación con Kim Yong-nam, presidente de la Asamblea Suprema del Pueblo, Los secretarios del PTC, Choe Thae-bok y Kim Ki-nam, y con Kim Yang-gon, director del Frente Unido del PTC. Su puesto como cabeza del Departamento de Industria Ligera le proporcionó una función prominente en la política económica norcoreana.
En 2010, Kim Kyong-hui abrió la primera hamburguesería de Corea del Norte en Pionyang.

## Ejecución de Jang Song-thaek
El 8 de diciembre de 2013, su marido, Jang Song-thaek era públicamente expulsado del Partido del Trabajo de Corea. Jang fue acusado de faccionalismo, corrupción y una serie de delitos relacionados con otras mujeres. El 13 de diciembre de ese mismo año fue acusado de traición y ejecutado.
El 14 de diciembre, la Agencia Telegráfica Central de Corea encargó a un grupo de seis oficiales superiores el nombramiento de un comité nacional que se hiciera cargo de la organización de un Funeral de Estado para Kim Kuk-tae, un exoficial del PTC. Entre este grupo de oficiales estaba incluida Kim Kyong-hui, indicando que sobrevivió a la purga y conservó el favor de su sobrino. Su relación con Jang fue un tema de especulación frecuente. Los analistas creen que Jang y Kim Kyong-hui se habían distanciado.  Yoon Sang-huyn, un diputado de la Asamblea Nacional de Corea del Sur (gobernada por el Partido Saenuri) afirmó que Kim se había "separado" de Jang y que no se opuso a su purga.

## Rumores sobre su enfermedad y muerte
Después de la ejecución de Jang, se ha rumoreado que Kim Kyong-hui podría haber fallecido o encontrarse muy enferma. Según un informe elaborado por el Diario NK, en agosto de 2012, su salud es muy precaria debido al alcoholismo.  También se ha sugerido que podría haber sufrido un golpe fatal o un infarto. Según un detractor, el golpe lo podría haber sufrido pocos días después de la ejecución de Jang y que Kim Kyong-hui se encontraba hablando por teléfono con Kim Jong-un cuando fue asesinada; no obstante, esta afirmación fue negada por el Servicio de Inteligencia Nacional de Corea del Sur en 2015. Según otras fuentes de información, podría ser que Kim se hubiera suicidado. Aunque otros afirman que fue intervenida quirúrgicamente para extraer un tumor cerebral, en 2013, y que quedó en estado vegetativo. En 2015, una fuente anónima descrita como un detractor de alto rango, afirmó que Kim Jong-un había ordenado el envenenamiento de Kim Kyong-hui.
En enero de 2020, Kim apareció en los medios norcoreanos, por primera vez en seis años, asistiendo a un concierto del año nuevo lunar con Kim Jong-un.

## Ascendencia
|                |                |                |                |                |                |              |              |              |              |              |              |              |              |              |              |              |              |             |             |               |               |               |               |               |               |              |              |              |              |              |              |              |              | Kim Bo-hyon   |               |               |               |               |               |               |               |               |               |               |               |              |              |                 |                 |                 |                 |                 |                 |             |             |              |              |              |              |              |              |
|                |                |                |                |                |                |              |              |              |              |              |              |              |              |              |              |              |              |             |             |               |               |               |               |               |               |              |              |              |              |              |              |              |              |               |               |               |               |               |               |               |               |               |               |               |               |              |              |                 |                 |                 |                 |                 |                 |             |             |              |              |              |              |              |              |
|                |                |                |                |                |                |              |              |              |              |              |              |              |              |              |              |              |              |             |             |               |               |               |               |               |               |              |              |              |              |              |              |              |              | Kim Hyŏng-jik | Kim Hyŏng-jik | Kim Hyŏng-jik | Kim Hyŏng-jik | Kim Hyŏng-jik | Kim Hyŏng-jik |               |               | Kang Pan-sok  | Kang Pan-sok  | Kang Pan-sok  | Kang Pan-sok  | Kang Pan-sok | Kang Pan-sok |                 |                 |                 |                 |                 |                 |             |             |              |              |              |              |              |              |
|                |                |                |                |                |                |              |              |              |              |              |              |              |              |              |              |              |              |             |             |               |               |               |               |               |               |              |              |              |              |              |              |              |              | Kim Hyŏng-jik | Kim Hyŏng-jik | Kim Hyŏng-jik | Kim Hyŏng-jik | Kim Hyŏng-jik | Kim Hyŏng-jik |               |               | Kang Pan-sok  | Kang Pan-sok  | Kang Pan-sok  | Kang Pan-sok  | Kang Pan-sok | Kang Pan-sok |                 |                 |                 |                 |                 |                 |             |             |              |              |              |              |              |              |
|                |                |                |                |                |                |              |              |              |              |              |              |              |              |              |              |              |              |             |             |               |               |               |               |               |               |              |              |              |              |              |              |              |              |               |               |               |               |               |               |               |               |               |               |               |               |              |              |                 |                 |                 |                 |                 |                 |             |             |              |              |              |              |              |              |
|                |                |                |                |                |                |              |              |              |              |              |              |              |              |              |              |              |              |             |             |               |               |               |               |               |               |              |              |              |              |              |              |              |              |               |               |               |               |               |               |               |               |               |               |               |               |              |              |                 |                 |                 |                 |                 |                 |             |             |              |              |              |              |              |              |
|                |                |                |                |                |                |              |              |              |              |              |              |              |              |              |              |              |              |             |             |               |               |               |               |               |               |              |              |              |              | Kim Jong-suk | Kim Jong-suk | Kim Jong-suk | Kim Jong-suk | Kim Jong-suk  | Kim Jong-suk  |               |               | Kim Il-sung   | Kim Il-sung   | Kim Il-sung   | Kim Il-sung   | Kim Il-sung   | Kim Il-sung   |               |               | Kim Sŏng-ae  | Kim Sŏng-ae  | Kim Sŏng-ae     | Kim Sŏng-ae     | Kim Sŏng-ae     | Kim Sŏng-ae     |                 |                 | Kim Yong-ju | Kim Yong-ju | Kim Yong-ju  | Kim Yong-ju  | Kim Yong-ju  | Kim Yong-ju  |              |              |
|                |                |                |                |                |                |              |              |              |              |              |              |              |              |              |              |              |              |             |             |               |               |               |               |               |               |              |              |              |              | Kim Jong-suk | Kim Jong-suk | Kim Jong-suk | Kim Jong-suk | Kim Jong-suk  | Kim Jong-suk  |               |               | Kim Il-sung   | Kim Il-sung   | Kim Il-sung   | Kim Il-sung   | Kim Il-sung   | Kim Il-sung   |               |               | Kim Sŏng-ae  | Kim Sŏng-ae  | Kim Sŏng-ae     | Kim Sŏng-ae     | Kim Sŏng-ae     | Kim Sŏng-ae     |                 |                 | Kim Yong-ju | Kim Yong-ju | Kim Yong-ju  | Kim Yong-ju  | Kim Yong-ju  | Kim Yong-ju  |              |              |
|                |                |                |                |                |                |              |              |              |              |              |              |              |              |              |              |              |              |             |             |               |               |               |               |               |               |              |              |              |              |              |              |              |              |               |               |               |               |               |               |               |               |               |               |               |               |              |              |                 |                 |                 |                 |                 |                 |             |             |              |              |              |              |              |              |
|                |                |                |                |                |                |              |              |              |              |              |              |              |              |              |              |              |              |             |             |               |               |               |               |               |               |              |              |              |              |              |              |              |              |               |               |               |               |               |               |               |               |               |               |               |               |              |              |                 |                 |                 |                 |                 |                 |             |             |              |              |              |              |              |              |
|                |                |                |                |                |                |              |              |              |              |              |              |              |              |              |              |              |              |             |             |               |               |               |               |               |               |              |              |              |              |              |              |              |              |               |               |               |               |               |               |               |               |               |               |               |               |              |              |                 |                 |                 |                 |                 |                 |             |             |              |              |              |              |              |              |
|                |                |                |                |                |                |              |              |              |              |              |              |              |              |              |              |              |              |             |             |               |               |               |               |               |               |              |              |              |              |              |              |              |              |               |               |               |               |               |               |               |               |               |               |               |               |              |              |                 |                 |                 |                 |                 |                 |             |             |              |              |              |              |              |              |
| Kim Young-sook | Kim Young-sook | Kim Young-sook | Kim Young-sook | Kim Young-sook | Kim Young-sook |              |              | Song Hye-rim | Song Hye-rim | Song Hye-rim | Song Hye-rim | Song Hye-rim | Song Hye-rim |              |              | Kim Jong-il  | Kim Jong-il  | Kim Jong-il | Kim Jong-il | Kim Jong-il   | Kim Jong-il   |               |               | Ko Young-hee  | Ko Young-hee  | Ko Young-hee | Ko Young-hee | Ko Young-hee | Ko Young-hee |              |              | Kim Ok       | Kim Ok       | Kim Ok        | Kim Ok        | Kim Ok        | Kim Ok        |               |               | Kim Kyong-hui | Kim Kyong-hui | Kim Kyong-hui | Kim Kyong-hui | Kim Kyong-hui | Kim Kyong-hui |              |              | Jang Song-thaek | Jang Song-thaek | Jang Song-thaek | Jang Song-thaek | Jang Song-thaek | Jang Song-thaek |             |             | Kim Pyong-il | Kim Pyong-il | Kim Pyong-il | Kim Pyong-il | Kim Pyong-il | Kim Pyong-il |
| Kim Young-sook | Kim Young-sook | Kim Young-sook | Kim Young-sook | Kim Young-sook | Kim Young-sook |              |              | Song Hye-rim | Song Hye-rim | Song Hye-rim | Song Hye-rim | Song Hye-rim | Song Hye-rim |              |              | Kim Jong-il  | Kim Jong-il  | Kim Jong-il | Kim Jong-il | Kim Jong-il   | Kim Jong-il   |               |               | Ko Young-hee  | Ko Young-hee  | Ko Young-hee | Ko Young-hee | Ko Young-hee | Ko Young-hee |              |              | Kim Ok       | Kim Ok       | Kim Ok        | Kim Ok        | Kim Ok        | Kim Ok        |               |               | Kim Kyong-hui | Kim Kyong-hui | Kim Kyong-hui | Kim Kyong-hui | Kim Kyong-hui | Kim Kyong-hui |              |              | Jang Song-thaek | Jang Song-thaek | Jang Song-thaek | Jang Song-thaek | Jang Song-thaek | Jang Song-thaek |             |             | Kim Pyong-il | Kim Pyong-il | Kim Pyong-il | Kim Pyong-il | Kim Pyong-il | Kim Pyong-il |
|                |                |                |                |                |                |              |              |              |              |              |              |              |              |              |              |              |              |             |             |               |               |               |               |               |               |              |              |              |              |              |              |              |              |               |               |               |               |               |               |               |               |               |               |               |               |              |              |                 |                 |                 |                 |                 |                 |             |             |              |              |              |              |              |              |
|                |                |                |                |                |                |              |              |              |              |              |              |              |              |              |              |              |              |             |             |               |               |               |               |               |               |              |              |              |              |              |              |              |              |               |               |               |               |               |               |               |               |               |               |               |               |              |              |                 |                 |                 |                 |                 |                 |             |             |              |              |              |              |              |              |
|                |                |                |                | Kim Sul-song   | Kim Sul-song   | Kim Sul-song | Kim Sul-song | Kim Sul-song | Kim Sul-song |              |              | Kim Jong-nam | Kim Jong-nam | Kim Jong-nam | Kim Jong-nam | Kim Jong-nam | Kim Jong-nam |             |             | Kim Jong-chul | Kim Jong-chul | Kim Jong-chul | Kim Jong-chul | Kim Jong-chul | Kim Jong-chul |              |              | Kim Jong-un  | Kim Jong-un  | Kim Jong-un  | Kim Jong-un  | Kim Jong-un  | Kim Jong-un  |               |               | Kim Yo-jong   | Kim Yo-jong   | Kim Yo-jong   | Kim Yo-jong   | Kim Yo-jong   | Kim Yo-jong   |               |               |               |               |              |              |                 |                 |                 |                 |                 |                 |             |             |              |              |              |              |              |              |
|                |                |                |                | Kim Sul-song   | Kim Sul-song   | Kim Sul-song | Kim Sul-song | Kim Sul-song | Kim Sul-song |              |              | Kim Jong-nam | Kim Jong-nam | Kim Jong-nam | Kim Jong-nam | Kim Jong-nam | Kim Jong-nam |             |             | Kim Jong-chul | Kim Jong-chul | Kim Jong-chul | Kim Jong-chul | Kim Jong-chul | Kim Jong-chul |              |              | Kim Jong-un  | Kim Jong-un  | Kim Jong-un  | Kim Jong-un  | Kim Jong-un  | Kim Jong-un  |               |               | Kim Yo-jong   | Kim Yo-jong   | Kim Yo-jong   | Kim Yo-jong   | Kim Yo-jong   | Kim Yo-jong   |               |               |               |               |              |              |                 |                 |                 |                 |                 |                 |             |             |              |              |              |              |              |              |
|                |                |                |                |                |                |              |              |              |              |              |              | Kim Han-sol  |              |              |              |              |              |             |             |               |               |               |               |               |               |              |              |              |              |              |              |              |              |               |               |               |               |               |               |               |               |               |               |               |               |              |              |                 |                 |                 |                 |                 |                 |             |             |              |              |              |              |              |              |